# Немецкий Олимпийский почётный знак

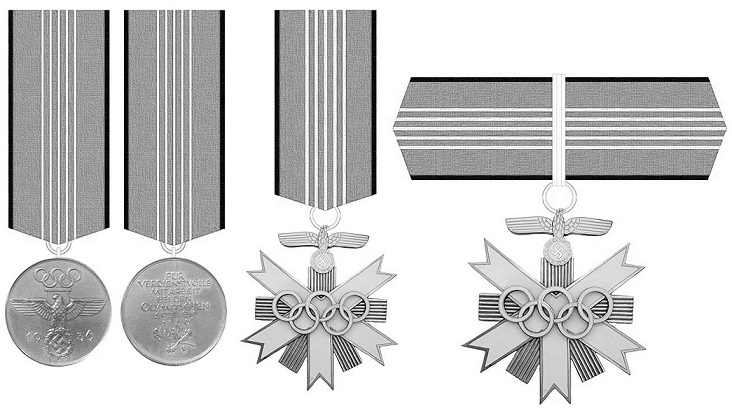
Немецкий олимпийский знак разных степеней. Справа налево: 1-го класса, 2-го класса и памятная медаль

Немецкий Олимпийский знак (нем. Das Deutsche Olympia-Ehrenzeichen или нем. Deutsches Olympiaehrenzeichen) — гражданская награда Третьего Рейха.

## Условия награждения
Знак вручался организаторам 4-х зимних Олимпийских игр в Гармиш-Партенкирхене и 9-х летних Олимпийских игр в Берлине 1936 года, то есть награду получали не участники игр, а люди, которые организовывали подготовку и проведение этих мероприятий, а также обеспечивали безопасность во время проведения.
Знак имел 3 степени:
- знак 1-го класса — за особые заслуги в руководстве организацией игр;
- знак 2-го класса — за особые заслуги в организации игр;
- памятная медаль — за заслуги, недостаточные для получения знака 1-го или 2-го класса.

## Описание
Дизайн награды разработал профессор Вальдемар Ремиш.
Знак 1-го класса — белая 5-лучевая эмалевая звезда, позади которой 5 золотых лучей. В центре награды — 5 олимпийских колец, на конце верхнего луча — имперский орёл. Знак носился на красной шейной ленте с чёрными краями и пятью белыми полосами, символизирующими 5 олимпийских колец. Ширина ленты — 5 см.
Знак 2-го класса имел аналогичный дизайн и ленту, однако был немного меньше и носился на нагрудной ленте шириной 3 см.
Памятная медаль была учреждена 31 октября 1936 года. На аверсе изображён имперский орёл на фоне каменного столба, увенчанного олимпийскими кольцами — символ Олимпийского стадиона в Берлине, и дата 1936 года. На реверсе — надпись FÜR VERDIENSTVOLLE MITARBEIT BEI DEN OLYMPISCHEN SPIELEN 1936 (За заслуженное сотрудничество на Олимпийских играх 1936 г.), под которым изображены дубовые листья. Лента медали аналогична ленте знака 2-го класса, однако имеет более тонкие белые полосы. Ширина ленты — 3,2 см, диаметр медали — 3,6 см.
Знак 2-го класса и медаль носились только в день награждения, для повседневной носки была назначена планка с лентой.

## Современный статус награды

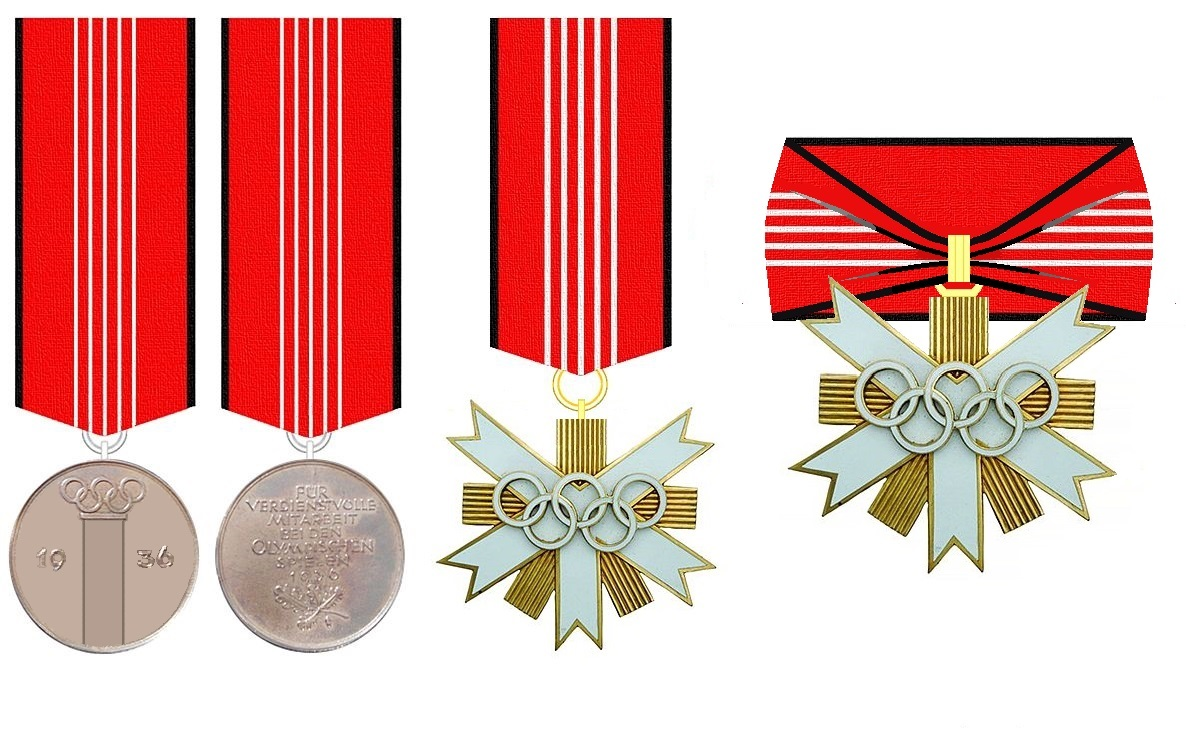
Немецкий Олимпийский знак разных степеней в денацифицированном варианте

В соответствии с законом Германии о порядке награждения орденами и о порядке их ношения от 26 июля 1957 года, ношение знака/медали разрешается в денацифицированном виде без имперского орла.

## Известные награждённые

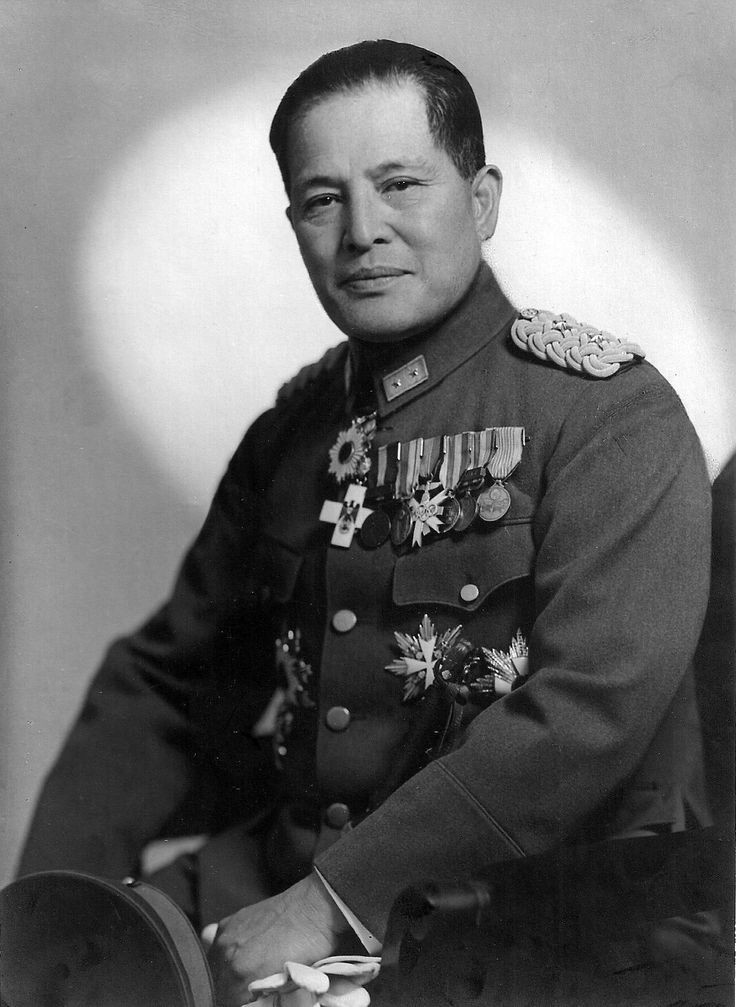
Генерал-лейтенант Хироси Осима. На левом боку груди, среди других наград, заметен Немецкий Олимпийский знак 2-го класса

### Награждённые знаком 1-го класса
- Генрих Гиммлер — за обеспечение безопасности во время проведения игр.
- Рейнгард Гейдрих — за обеспечение безопасности во время проведения игр.
- Карл Вольф — за обеспечение безопасности во время проведения игр.
- Герман Фегеляйн — за наблюдение за подготовкой участников конной гонки.
- Мартин Борман
- Курт Далюге
- Йозеф Геббельс
- Вернер Марх — за проектирование и сооружение Олимпийского стадиона в Берлине.
- Эдуард Дитль
- Карл Дим — генеральный секретарь оргкомитета игр, организатор факельного пробега из Афин
- Вольфганг Фюрстнер[нем.] — офицер, заместитель коменданта Олимпийской деревни[нем.], покончил с собой через несколько дней после награждения, когда выяснилось его частично еврейское происхождение, однако факт был скрыт от общественности
- Ганс фон Чаммер унд Остен
- Вольфганг фон Гронау[нем.] — президент Немецкого аэроклуба
- Вальтер Бух

### Награждённые знаком 2-го класса
- Лени Рифеншталь — за съёмки разнообразных спортивных событий.
- Фриц Фрайтаг — за обеспечение безопасности во время проведения игр.
- Хироси Осима — посол Японии в Германии.

## Галерея

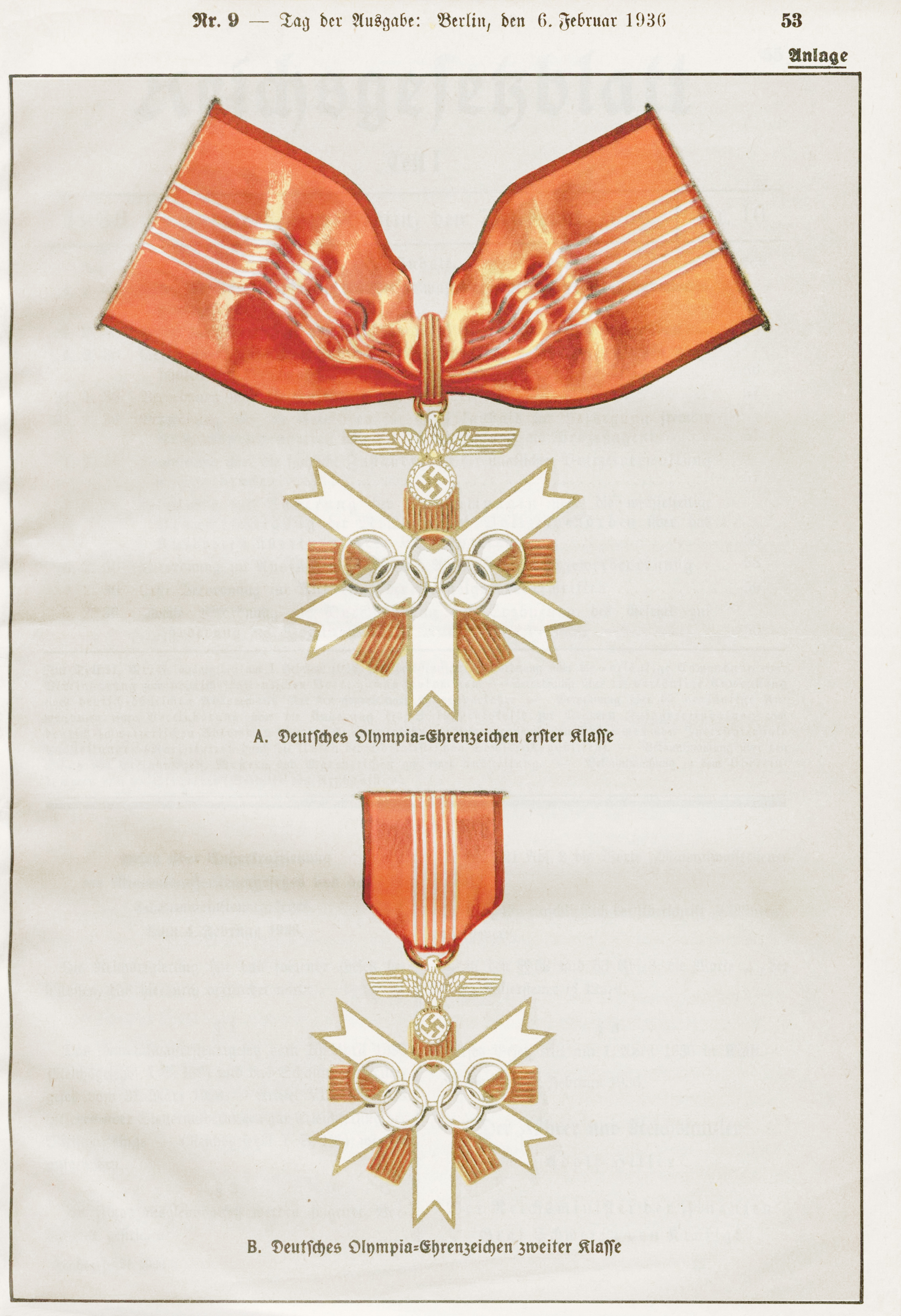
Знак 1-го и 2-го класса
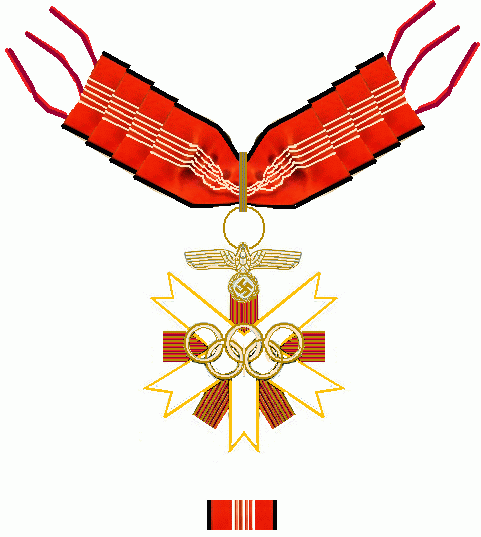
Знак 1-го класса
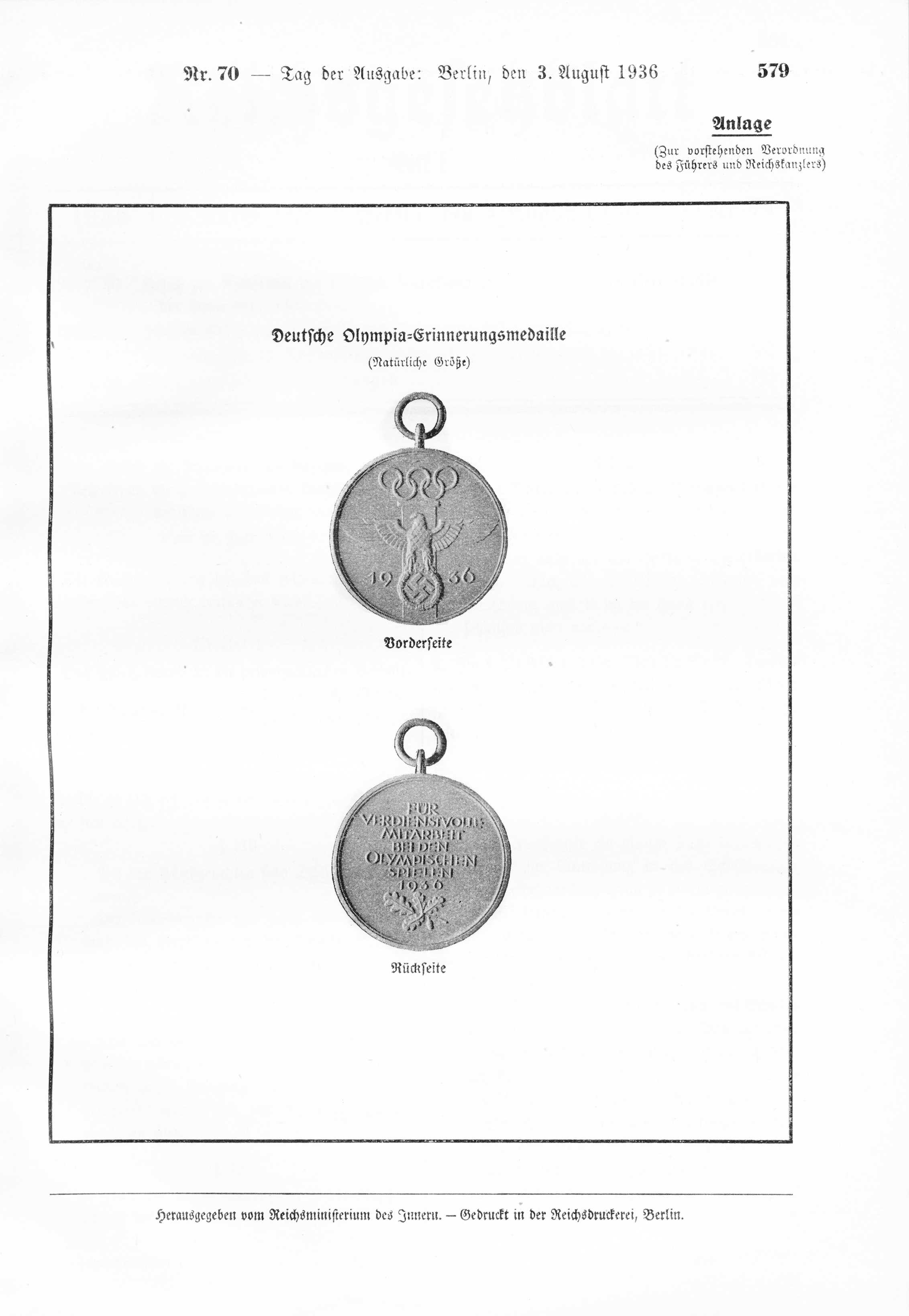
Памятная медаль (вверху – аверс, внизу – реверс)
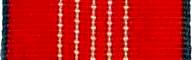
Планка памятной медали